# Iglesia de San Zacarías (Venecia)
La iglesia de San Zacarías (en italiano, Chiesa di San Zaccaria) es un edificio religioso de Venecia (Italia), situado a poca distancia de la Basílica de San Marcos en el sestiere de Castello, en el tranquilo Campo San Zaccaria. Pertenece a la diócesis del Patriarcado de Venecia.
Está dedicada al padre de San Juan Bautista, el sacerdote Zacarías, cuyo cuerpo supuestamente contiene.

## Historia

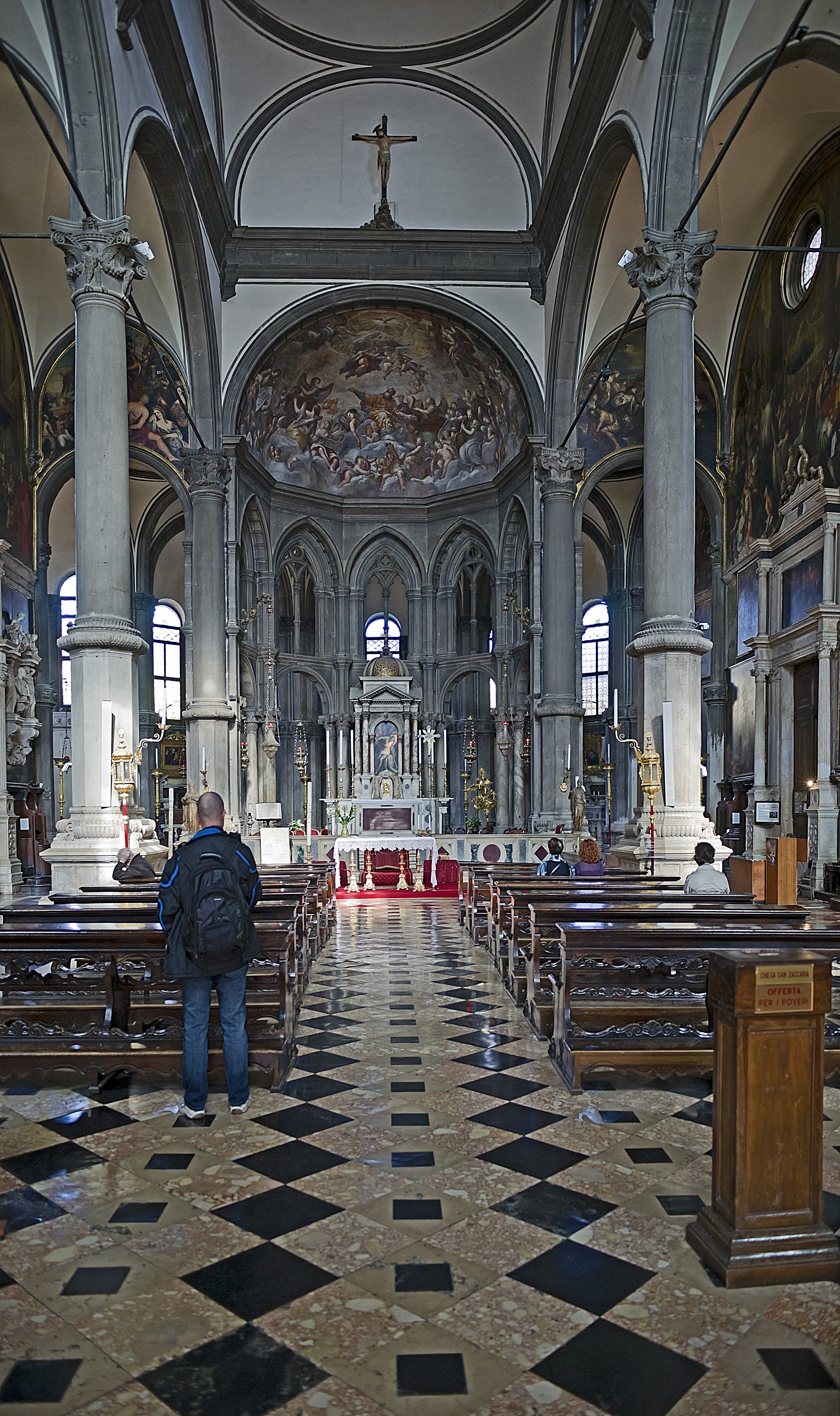
Interior de la iglesia.

La primera iglesia de este lugar se fundó por el dogo de Venecia Giustiniano Participazio en el siglo IX y ocho dogos se encuentran enterrados en la cripta que aún se conserva. La iglesia original románica fue reconstruida en los años 1170 (cuando se construyó el actual campanario) y fue reemplazada por una iglesia gótica en el siglo XIV. La iglesia estaba vinculada a un monasterio benedictino, que era visitado por el dogo anualmente en Pascua en una ceremonia que incluía la presentación del cornu (sombrero ducal). Esta tradición se empezó después de que los monjes donaran tierra para la ampliación de la plaza de San Marcos en el siglo XII.
La actual iglesia fue construida en una mezcla de estilos gótico y renacentista entre 1444 y 1515. Antonio Gambello fue el arquitecto principal, pero la fachada fue acabada por Mauro Codussi.

## Interior

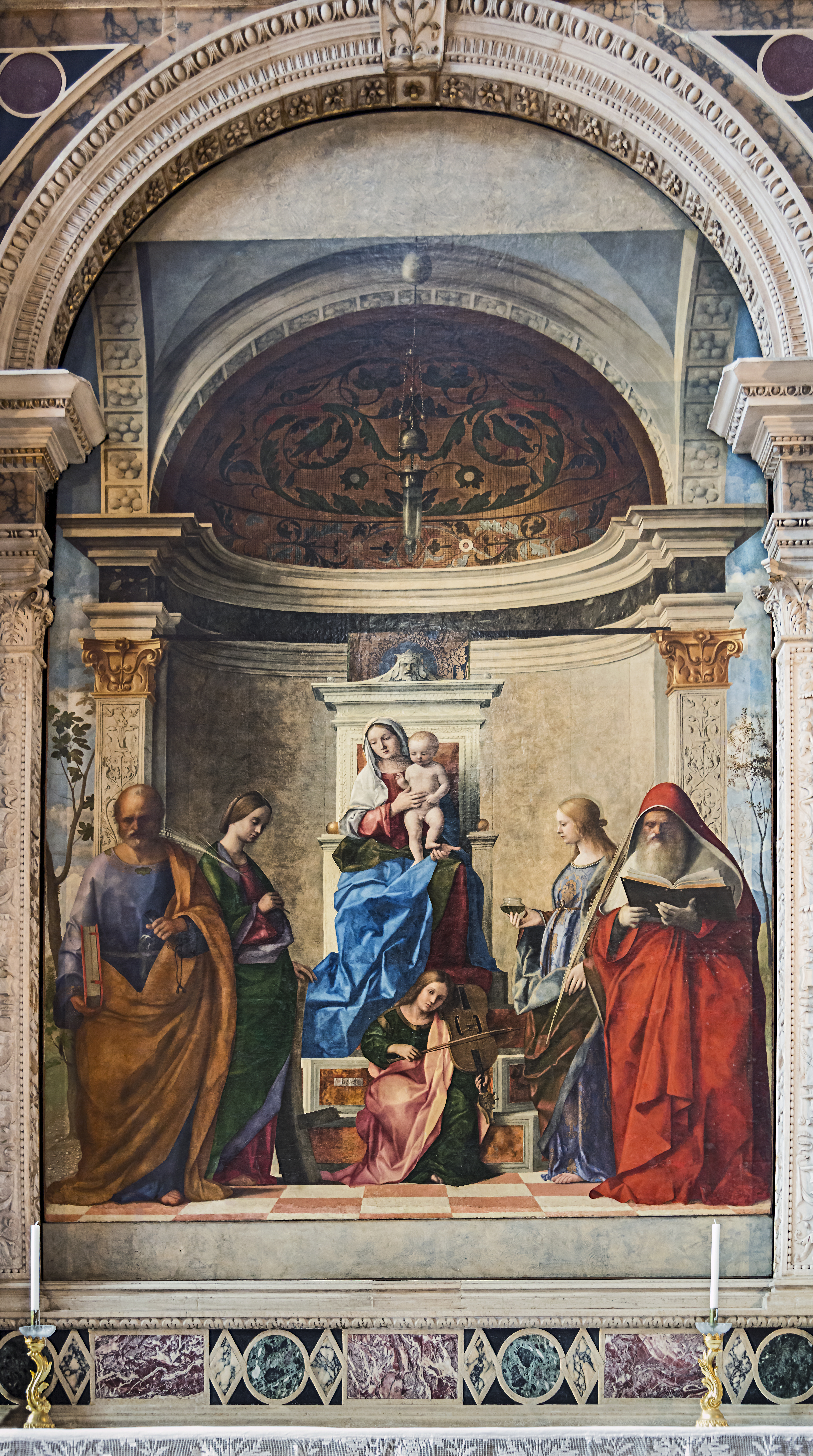
La pintura más famosa de la iglesia, la Virgen y Niño con santos, de Giovanni Bellini.

El interior de la iglesia tiene un ábside rodeado por una girola iluminada por altas ventanas góticas, un rasgo típico de la arquitectura eclesiástica del norte de Europa, pero única en Venecia. Las paredes de las naves laterales están enteramente cubiertas por pinturas de Tintoretto, Angelo Trevisani, Giuseppe Salviati, Giovanni Bellini (La Virgen y el Niño con santos), Antonio Balestra, Giovanni Domenico Tiepolo, Palma el Viejo y Van Dyck. El artista Alessandro Vittoria está enterrado en la iglesia, marcándose su tumba con un autorretrato en busto.